# Verset (poésie)
Pour les articles homonymes, voir verset.
 (juin 2025).
Si vous disposez d'ouvrages ou d'articles de référence ou si vous connaissez des sites web de qualité traitant du thème abordé ici, merci de compléter l'article en donnant les références utiles à sa vérifiabilité et en les liant à la section « Notes et références ».
Le verset en poésie est une forme d'écriture située entre le vers et le paragraphe tendant souvent vers la prose.

## Origines et modernité
Ce type d'écriture tire son origine de la Bible, ce qui lui confère certaines propriétés incantatoires : le langage mystique, ainsi que la mélodie issue du verset, tendraient vers autre chose qu'un simple langage utilitaire : nous sommes ici dans le domaine de l'invocation.
Formellement, le verset peut être considéré comme un vers libre, c'est-à-dire un vers sans métrique définie ; toutefois, le retour à la ligne, usage poétique s'il en fut, est pratiqué de manière non arbitraire : le blanc du texte définit un sens particulier, ainsi qu'un souffle, un rythme du texte. 
Parmi les poètes français ayant utilisé le verset, citons Paul Claudel, qui le premier, dans ses œuvres dramatiques, a sans doute introduit cette nouvelle forme poétique, ou encore Charles Péguy dans ses Mystères, Saint-John Perse, Henry de Montherlant, Jean Grosjean.
Voici un extrait du Soulier de satin (1929) de Claudel :
Vierge, patronne et mère de cette maison,
Répondante et protectrice de cet homme dont le cœur vous est pénétrable plus qu’à moi et compagne de sa longue solitude,
Alors si ce n’est pas pour moi, que ce soit à cause de lui,
Puisque ce lien entre lui et moi n’a pas été mon fait, mais votre volonté intervenante :
Empêchez que je sois à cette maison dont vous gardez la porte, auguste tourière, une cause de corruption !"
(Première journée, scène V, versets 333-337)
Les Olympiques  de Henry de Montherlant (1924) sont composées de quelques pièces poétiques en versets. On retient surtout le poème Criterium des novices amateurs dans lequel on trouve même des versets en anglais.
 Eh là ! le voilà dans les cordes, et le sang sur le corps frais lavé,
 et les cordes longtemps frissonnantes alors que lui déjà s'est relevé.
(versets 66-67)
...
 « God ! » says Walton puffing, « see the ducky ducking !
Why find an opening, step inside of his blow !
Now you're in the right place, ducky, set a fast pace,
land a hook in his face ! Don't you see he guards low ? » 
(versets 78-81)
Plus près de nous, certains longs poèmes de Jean Grosjean renouvellent cette forme ; voici un extrait d'Apocalypse (1962) :
Ni le givre férial des écoles buissonnières où le merle est en conciliabule, ni la pluie qui tombe raide comme un croisé d'un créneau de Saint-Jean-d'Acre,
ce soudain vent dans sa course qui renverse par mégarde le vieux prunier dont le pic-vert tirait pitance, ni tant d'hirondelles inventées qu'on ne savait pas,
une maison dans les pêchers roses, une moisson dont le mari a jusqu'au ventre, rien dont ne se crispe le sourire.
Chez Nietzsche le verset est aussi écriture spirituelle et philosophique :
Si jamais joyeusement je fus assis là où d'antiques dieux gisent ensevelis, bénissant le monde, aimant le monde auprès des mémoriaux de ceux qui jadis ont calomnié le monde ; -
- car me sont chères même les églises et les tombeaux des dieux dès que le ciel, au travers de leurs toits brisés, regarde d'un œil pur; comme l'herbe et le rouge pavot, sur des ruines d'églises j'aime m'asseoir. -
oh ! comment de l'éternité n'aurais-je concupiscence, et du nuptial anneau des anneaux, - de l'anneau du retour ?
(Ainsi parlait Zarathoustra, "Les Sept Sceaux")
Précisons que l'usage du verset en poésie n'est régi par aucun code, ou défini par aucun art poétique ; dans les faits, il est à remarquer que chaque poète fait sienne cette forme poétique, et emploie le verset dans un usage qui lui est propre. En d'autres termes, on ne saurait comparer le verset claudélien avec celui de Perse, chacun possédant ses caractéristiques en propre, qui sont à rechercher dans la conception profonde qu'a chaque poète de son art.
Selon la tradition orale védique, le verset (Sutra) apparaît dès 6000 avant Jésus-Christ. Il est une prière chantée par des yogis qui permet de mieux se connaître et de reconnaître la présence sacrée autour de soi. Il est utilisé dans les livres sacrés des religions monothéistes, la Torah, la Bible et le Coran. Le verset codifié, de chiffres séparés par des points, se retrouve facilement à partir des tables de références par sujets dans les livres sacrés ; il porte plusieurs extensions qui conduisent directement aux versets dans l’Ancien Testament et le Nouveau Testament ainsi ; il en est de même pour les sourates du Coran. Par exemple, dans la Bible, le premier chiffre désignera le chapitre et le dernier désignera le verset.

## Catégories
Le verset peut être classé en plusieurs catégories discutables : verset métrique, amorphe et cadencé .
- Le verset métrique se caractérise par des cellules rythmiques semblables à celles du vers régulier.

Exemple : le premier verset de st-John Perse (Amitié du Prince) : "Et toi plus maigre qu'il ne sied au tranchant de l'esprit, l'homme aux narines minces parmi nous, ô très maigre ! ô subtil ! Prince vêtu de tes sentences ainsi qu'un arbre sous bandelettes !" Dans ce verset, la première phrase peut être découpée en 2/12 ou en 8/6. 
- Le verset cadencé contient des ensembles syntaxiques croissants ou décroissants. Exemple : la deuxième des Cinq Grandes Odes de Claudel :"Ainsi la vigne sous ses grappes traînantes, ainsi l'arbre fruitier dans le jour de sa bénédiction.

Ainsi l'âme immortelle à qui ce corps périssant ne suffit point !
Combien plus à résoudre l'âme désirante ne vaut point l'autre âme humaine ? 
Et moi aussi, je l'ai donc trouvée à la fin, la mort qu'il me fallait ! J'ai connu cette femme. J'ai connu l'amour de cette femme." Les trois ainsi, dans les deux premiers versets, rythment les groupes croissants ; la croissance syntaxique s'opère en parallèle avec la croissance symbolique (du végétal vers l'humain). 
- Le verset amorphe ne présente pas de distribution particulière, mais se distingue tout de même de la prose. Exemple : les versets de Léon-Paul Fargue : "Il vous me fallait, plus près de moi. J'ai levé l'ancre.

Qui aime bien châtie bien. 
C'est assez. Votre intelligence. Contraire à mon rythme. Massacre de mon harmonie, rupture de mon identité qui est aveugle, sourde, une et indivisible. 
C'est par elle que l'homme se limitait à l'homme."